# WTC Cortlandt (métro de New York)
WTC Cortlandt (anciennement Cortlandt Street jusqu'aux attentats) est une station du métro de New York desservie par l'IRT Broadway-Seventh Avenue Line et renommée ainsi depuis sa réouverture le 9 septembre 2018.
Crée initialement le 1er juillet 1918, elle fut en opération jusqu'aux attentats du 11 septembre 2001, lors desquels elle fut endommagée et fermée pendant 17 ans.

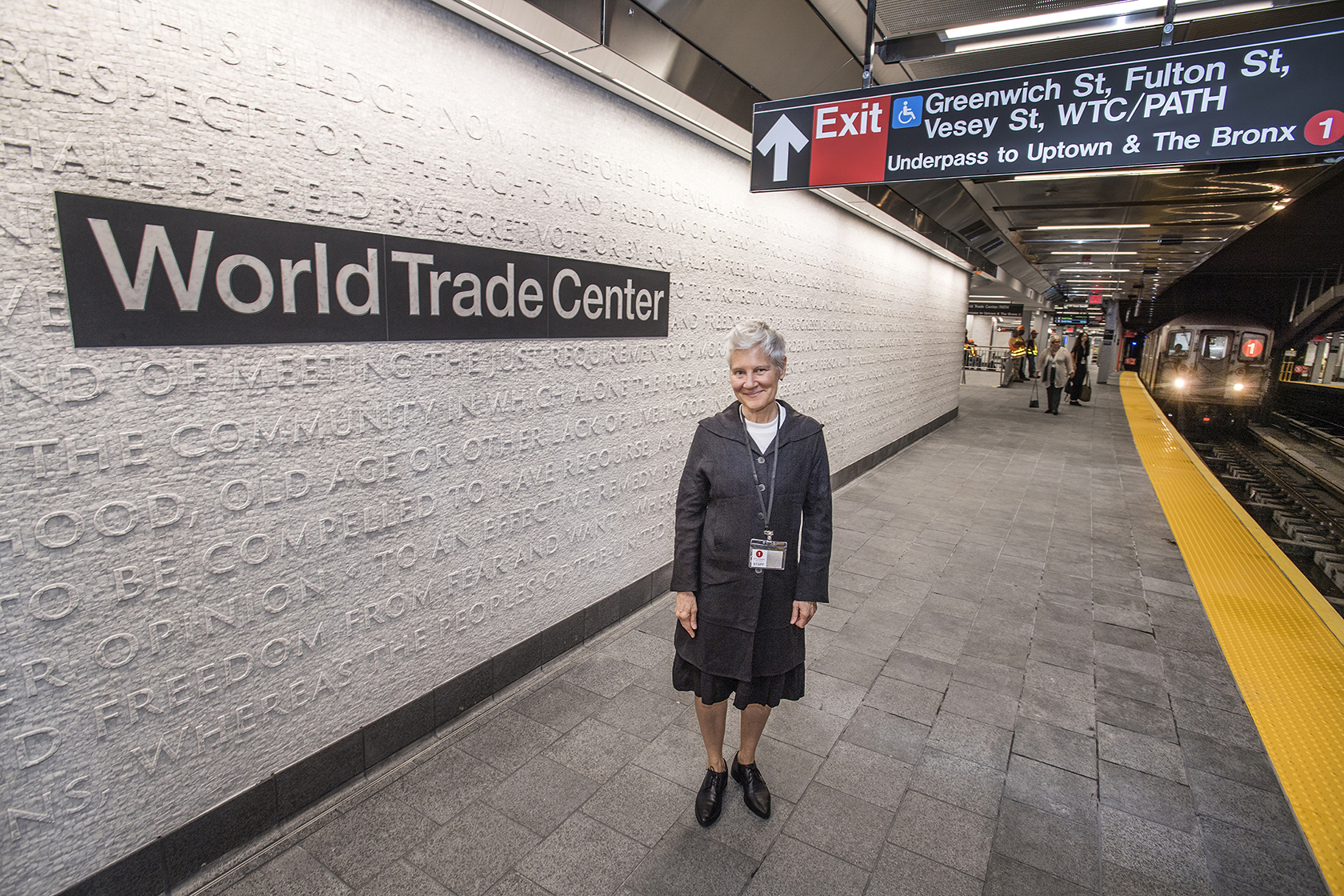
En 2018, un projet de reconstruction de la station mène notamment à la création de Chorus, une installation permanente d'Ann Hamilton sur le mur d'un quai de la station.